# リー男爵 (Rea)
リー男爵（英: Baron Rea）はイギリスの男爵、貴族。連合王国貴族爵位。政治家ウォルター・ラッセル・リーが1937年に叙されたことに始まる。

## 歴史
銀行家ウォルター・ラッセル・リー(1873-1948)は労働党の政治家としても活動したほか、王室会計監査官を歴任した人物である。彼は1935年に(カンバーランド州エスクデイルの)準男爵(Baronet, of Eskdale in the County of Cumberland)に叙されたのち、1937年には連合王国貴族としてカンバーランド州エスクデイルのリー男爵(Baron Rea, of Eskdale in the County of Cumberland)に昇叙した。
2代男爵フィリップ(1900-1981)はカンバーランド州治安判事を務めたほか、1962年には枢密顧問官に就任している。彼には子がなかったため、彼の死後に爵位は甥のニコラスが継承した。
3代男爵ニコラス(1928-2020)は1999年貴族院法成立以降も引き続いて、貴族院に籍を置く92人の世襲貴族の一人であった。
その息子である4代男爵マシュー(1956-)が2020年現在のリー男爵家当主である。

男爵家の紋章に刻まれるモットーは『すべてに備えよ(In Omnia Promptus)』。

## 現当主の保有爵位 / 準男爵位
現当主である第4代リー男爵マシュー・ジェームズ・リーは以下の爵位を保有している。
- 第4代カンバーランド州エスクデイルのリー男爵(4th Baron Rea, of Eskdale in the County of Cumberland)
(1937年6月3日の勅許状による連合王国貴族爵位)
- 第4代(カンバーランド州エスクデイルの)準男爵(4th Baronet, of Eskdale in the County of Cumberland)
(1935年7月8日の勅許状による連合王国準男爵位)

## リー男爵（1937年）
- 初代リー男爵ウォルター・ラッセル・リー（英語版） （1873–1948）
- 第2代リー男爵フィリップ・ラッセル・リー（英語版） ,OBE PC（1900–1981）
- 第3代リー男爵ジョン・ニコラス・リー（英語版） （1928-2020）
- 第4代リー男爵マシュー・ジェームズ・リー（1956-）

爵位の法定推定相続人は現当主の息子であるイヴァン・リー閣下（1991-）。 